# Idéotype
En agronomie, un idéotype est une variété de plant de culture sélectionnée pour sa capacité à profiter de manière optimale d'un environnement donné. Ainsi, pour une même espèce (blé, maïs...), plusieurs idéotypes existent suivant les différents types de milieux : plus résistants à la sécheresse dans les régions chaudes, à l'inverse plus résistants au froid dans les régions plus septentrionales. Certains critères sont indépendants du milieu, comme la conformation du port et des racines autorisant une culture plus dense. 
Le Centre national de ressources textuelles et lexicales (CNRTL) en donne la définition suivante : « Modèle nouveau de plante qui, en conditions de culture (communauté de plantes), utilise mieux que les types actuellement connus les ressources du milieu (lumière, eau, éléments minéraux) et en supporte mieux les aléas (adversités climatiques, parasitisme) afin de prouver un meilleur revenu ».